# 信蜂
《信蜂》是浅田弘幸創作的日本漫畫作品。於《月刊少年Jump》2006年10月號開始連載，隨著《月刊少年Jump》的停刊，暫時連載於《週刊少年Jump》，其後於《Jump Square》繼續連載。18本漫画单行本陆续于2007年1月4日至2014年8月4日发售，2011年3月漫畫銷量累計突破400萬冊。單行本全20卷。
本作與作者前作《夢幻高手》不同，是一部奇幻風格的漫畫，講述幻想世界中郵差的故事。
本作動畫版先在台灣播放，之后香港於2011年8月4日在Animax播出。2012年1月30日台灣Animax開始在週一到週五22:30進行第二季首播。香港電視網絡於2015年1月22日播放第一季及第二季，主要人物名稱及用語依照臺灣漫畫出版社所用譯名，而不是依照香港漫畫出版社所用的譯名

## 劇情簡介
在沒有黎明的行星上，有一片稱為「琥珀之地（Amber Ground）」的大陸。有一班位於首都上的人工太陽照射不到的危險地域執勤國家公務員，國民把他們的「心」託付於重要的「信」中運送出去。這就是被「信蜂」的工作。
少年拉格以「信件」的身分遇上信蜂葛修，兩人於旅程中互相扶持克服逆境，逐漸培養出真摯的感情，促使拉格有了要成為信蜂的目標，並藉此獲得首都曉的通行證以尋找自己的母親……

## 登場人物
Jump Super Anime Tour、廣播劇CD、電視動畫的配音員皆相同。

### 主要人物
拉格·辛谷（Lag Seeing）
配音：澤城美雪（日本）；錢欣郁（台灣）；陳凱婷（香港）
本故事的主角。於「閃爍之日」出生的阿爾卑斯種少年。
與母親居住於「猶達卡」的「科薩·貝魯」，7歳時母親被不明來歷的人們帶走，後來信蜂葛修・史衛特把身為「信件」的他送到住在「坎培爾‧里度斯」的薩普莉娜‧梅莉嬸嬸那兒。
特徵是白色覆蓋左眼的短髮，紫紅色瞳孔，性格單純正直，但是一個容易被感動的愛哭鬼。
旅途上被葛修感動，因此憧憬遞送自己的葛修・史衛特，並立志成為「信蜂」。
5年後，12歲的拉格出發接受錄取考試，成功過關，夢想與葛修一樣，以成為最高的信蜂「領蜂」為目標，平時除了送信件外也順便打聽葛修的下落，與察吉和可納的交情很好，三人經常一起行動。
在初期由於太善良無力又無知，東西被搶大部分還須妮綺幫忙又叫她不要做過頭。
左眼裝上以精靈琥珀製造的義眼，由於葛修的精靈琥珀是黑色，又稱其心彈為「黑針」，而自己的精靈琥珀是紅色，所以稱自己的心彈為「赤針」（使用時義眼會散發著紅光），是「心」的碎片，其能力除了能攻擊外若射擊信件等物品就能顯現出其「記憶」，但也因此經常和收件人扯上關係，但被莫克·沙利凡認為「能透視信的內容的心彈」對信蜂而言是不需要的。
開始時使用村民給的槍，第一話後期使用葛修的心彈槍「夜想曲第二十號（ノクターン第二十番）」，類型屬溫徹斯特連發步槍。
其身分為女帝之子，本來歷代女帝家系只會產下女兒，因此拉格就顯得有點特殊，因為出生於十二年前的閃爍之日，所以本身就是諸多的〝心〞所集合起來的生命。
後來從薩普莉娜得知自己出生時的事，並透過轉交的母親的信得知安帕葛蘭多的真相，之後開始尋找出生於閃耀之日的其他五名孩子。
從胖太的主人得知胖太的記憶裡的巨石所在地，並因此見到最後的精靈蟲。
動畫版與漫畫版的結局不同，漫畫版中因心力近幾耗竭，因妮綺捨身相救，為了救回妮綺的心而失去形體，後來化為安帕葛蘭多的太陽。
妮綺（Niche）
配音：藤村步（日本）；雷碧文（台灣）；黃紫嫻（香港）
拉格的（也稱。信蜂職業用語，搭檔之意），因為送件用表格不完整，而成為寄放在車站的貨物。
一開始時拉格送她到郵遞地址，其後因為拉格·辛谷缺乏叮鉤，而且自己又無容身之所，所以決定成為他的夥伴。
她到過不同的地方，因此有多個不同的名字，拉格便決定為她命名為「妮綺」，有間隙、狹窄之意，因為兩人初相遇時，妮綺是躲在雕像中的縫隙。
拉格·辛谷給了她許多第一次的經驗，例如是第一個幫她穿上內褲的人，因此十分信任拉格，曾因為無法好好執行叮鉤的任務而離家出走，也曾因此吃過醋。早期拉格不想讓女孩受傷一直不認可她卻要她幫忙。
是傳說的生物「摩訶」之子，與「摩訶」一樣擁有海藍色的眼睛和可無限伸長的金髮，能把金髮變成六把劍「金色劍髮」，更可作捉緊物件之用，有銳利爪子的野獸之手足，實際年齡約為200歲。
有一個雙胞胎姐姐。
曾因為拉格身受重傷而長大過一次，但過沒多久又恢復原樣，後來捨身保護拉格而身受重傷，連心也被帶走，拉格去追她時，要求拉格不准離開她，與拉格一起成為安帕葛蘭多的太陽。
肉排（Steak）
配音：永澤菜教（日本）；龍顯蕙（台灣）；朱碧怡（香港）
從雜技團「Love Someone Down」跟著妮綺來的寵物兼後備食糧，整個身體都是嘴巴，有著「黑桃」型的尾部。他是一種被認為名叫「Kapellmeister」的動物，是在遠古時代能與「精靈蟲」维持最佳關係的一個種族。
經常待在妮綺頭上。
漫畫版中結了婚，其妻為肉湯，育有一女肉膾，一家三口皆很自豪是妮綺的備用糧食。

### 次要角色
葛修·史衛特（Ghosh·Suede/Gosh·Suede）
参照掠奪者。
蘿妲（Roda）
参照掠奪者。
拉路克·羅伊德（Largo Lloyd）
配音：小西克幸（日本）；黃天佑（台灣）；翟耀輝（香港）
已退役的信蜂，蜂巢的館長。戴著眼鏡，經常抽著菸，性格飄忽難以捉摸。
聽過關於傳說的生物「摩訶」之子的傳聞，對於拉格能馴服「摩訶」之子感到訝異，本來是想買下妮綺擔任臨時叮鉤。
至今仍攜戴著心彈鎗（杖型），「羅伊德」是其母親的姓。
人工精靈第二號實驗品，其器官與其他人工精靈不同，是承自其母的器官，但後來才知道母親雪子當年已因不治之症而無法移植器官給他，而他自身也罹患與母親一樣的絕症，為了救他而移植父親的器官。
其出身地是陽炎地區，因為自幼被當成實驗品而痛恨整個政府體系，重整掠奪者組織也是為了改變整個世界，後來在拉格捨棄形體時，希望能跟他一起去，但被拉格拜託希望他能整頓好世界而被留下。
安利亞·琳可（Aria Rink）
配音：小清水亞美（日本）；雷碧文（台灣）；顏頌怡（香港）
與葛修是青梅竹馬，亦為互有好意的女性，幾乎沒有運動神經，笨手笨腳的程度已到了桑德蘭多二世也想解剖研究的程度。
為了慶祝晉升到首都「曉」的葛修而送禮物給他。
已退役的信蜂，現在是蜂巢的副館長，後來因為監察人的到來而被降職成為凍結信件處理課的課長，後官復原職。
其叮鉤十分有名，自身也曾開拓不少送件路線。
她沒有心彈鎗，而是使用「小提琴」型的樂器，她的心彈為「精神」回復心彈「管弦樂組曲第三號（G弦上的詠嘆調）」，攻擊心彈為「緋紅色的旋律」。
可納·庫魯夫（Connor Culh）
配音：菅沼久義（日本）；梁興昌（台灣）；黃鳳英（香港）
送拉格前往信蜂面試的青年，從外型就能一眼看出他是個貪吃的胖子。
他沒有心彈槍，使用的心彈為心「地雷」，是「食欲」的碎片，名為「黃爆」。
在漫畫第八冊中愛上了貝莉塔普利修道院的修女薩妮，但是薩妮後來被奪走心，因而悲憤的追殺罪魁禍首。
與拉格和察吉的交情很好，三人經常一起行動。
嘉司（Gas）
可納的Dingo，是一隻大型犬隻，嗅覺極佳，擁有掘地能力，常常被可納背著到處跑。
基奇·培帕（Jiggy Pepper）
配音：中井和哉（日本）；葉三陽（台灣）；黃榮璋（香港）
「猶達卡」的「基利埃鎮」出身的青年，常騎著機車送遞郵件，右臉有著十字傷疤。有一個妹妹和一個弟弟。為了完成夢想，基奇·培帕拋下弟妹離開「基利埃鎮」，前往「尤烏薩利」成為信蜂。但基奇沒有忘記故鄉，並在故鄉興建了一座大型教堂，希望令故鄉回復生氣，帶來希望。心彈為「群青」。被察吉認為是「男人中的男人」。
哈里（Harry）
基奇‧培帕的DINGO，是一隻鷹。
察吉·溫特斯（Zazie winterth）
配音：岸尾大輔（日本）；葉三陽（台灣）；郭俊廷（香港）
14歲。拉格的審查監察員，他的心彈槍是「暴風雨第三樂章」，心彈為「惡意」的碎片「青棘」，是其對鎧蟲充滿憎恨的碎片。察吉本來是棄嬰，一直在偽善的孤兒院院長身邊長大，在親生父母來接他回家時，拒絕一同和父母離開，之後父母因拿著帶給他的信而遭到了鎧蟲的襲擊失去了“心”；懊悔不已的察吉一直攜帶著父母的信，但認為自己没有打開信的資格，之後由拉格的心彈讀取了信中的「心」，感受到了父母的愛意，遂在自己的名字後面加上了姓氏“溫特斯”。由於雙親被鎧蟲殺害，其他信蜂一致認為他將殺害鎧蟲放在送遞郵件的工作之上，但其實他還是把遞送郵件擺在第一。個性口硬心軟，非常喜歡貓，非常崇拜基奇‧培帕。與拉格和可納的交情很好，三人經常一起行動。
法修卡（Wasiolka）
察吉的Dingo，是一隻黑豹。
莫克·沙利凡（Moc Sullvan）
配音：菅沼久義（日本）；何承駿（香港）
冷漠的信蜂，Dingo為一條蛇。歧視猶達卡出身的人，曾質疑拉格作為信蜂的能力，覺得能透視信的內容的心彈對信蜂來說是不需要的。主張不與寄件人與收件人接觸，使用「Letters through door」（把郵件直接通過收件地址的門）的技巧遞送郵件。
被蛇咬的話會陷入恍神與極度興奮狀態。
艾莉娜·布蘭
配音：小林優（日本）；石梓晴（香港）
與蜂巢館長拉路克同期的信蜂，與青年時的拉路克關係良好。
12歲的時候，在運送信件到故鄉「溪連西歐」途中，疑似於綠松石斷崖不幸遭到鎧蟲追殺摔落山崖而死。Dingo為達溫。
達溫
艾莉娜‧布蘭的Dingo，名字的意思是「親愛的朋友」。在艾莉娜‧布蘭前往「溪連西歐」送信時因前次戰鬥受傷而沒有同行，在艾莉娜死後一直守在與艾莉娜的約定地－奧林匹克河等待，之後擔任拉格前往溪連西歐的嚮導，途中因年老虛弱，在綠松石斷崖附近的艾莉娜‧布蘭的墓前逝世。

### 掠奪者
葛修·史衛特（Goos Suede）
配音：福山潤（日本）；黃天佑（台灣）；鄧燦陽（香港）
把身為「信件」的拉格送到郵遞地址的青年。在「閃爍之日」，即妹妹出生那天，失去了對母親的記憶，因此給予妹妹跟母親一樣的名字「希爾貝特」。配送拉格時是18歲，現在為23歲。與拉格一樣是阿爾卑斯種。使用的心彈鎗為「夜想曲第二十號」，心彈為「黑針」。為了醫治妹妹的病而以「信蜂」的最高稱號「蜂頭」為目標。
在配送拉格的半年後失去了心，並被解僱。其後加入反政府組織「Reverse」，改名為「諾瓦爾（Noir，法文中的黑色）」，成為「掠奪者」在暗中活動。
「掠奪者」時使用左輪手槍型的心彈鎗「吉姆諾佩堤（Gymnopedies）」，心彈為「漆黑」。
蘿妲（Lode）
配音：堀江由衣（日本）；錢欣郁（台灣）；蔡雁紅（香港）
有兩個模樣。
葛修的叮鉤，「無法成為精靈的人」之一。身體像狗一樣，表情豐富，十分擅長狩獵，但害怕溫泉。與葛修有深厚的信賴關係。
與拉格和妮綺相遇的同名少女，其實是失去心的葛修腦海閃過「蘿妲」這個片詞，便為照顧他的女孩取名為蘿妲。據本人說曾跟許多生物融合，之後蘿妲腦中曾浮現出過去的記憶，證明其中可能也包含葛修的叮鉤。
羅倫斯（Lorans）
配音：遊佐浩二（日本）；郭立文（香港）
掠奪者首謀，創造逆轉世界建立反政府組織者。

### 其他人物
安奴·辛谷（Anu Seeing）
配音：久川綾（日本）；雷碧文（台灣）；王慧珠（香港）
拉格的母親。被人帶到首都「亞卡茲克」去。真實身分為女帝。
薩普莉娜·梅莉
配音：谷育子（日本）；龍顯蕙（台灣）；朱碧怡（香港）
以前是拉格家附近的女性，而現在則住在「坎培爾・里度斯」。養育了身為「信」的拉格，是拉格心中的另一位母親。
希爾貝特·史衛特（Silvet Suede）
配音：水樹奈奈（日本）；龍顯蕙（台灣）；石梓晴（香港）
葛修的妹妹，與拉格同為12歲。與在「亞卡茲克」工作的哥哥分離地生活在「尤沙里」，母親在她出生時死去，天生腳部不能自由活動，自稱為「輪椅的女豹」。四年前葛修失蹤後，就獨自居住。現在則與拉格及妮綺一起生活。
外表堅強，可是和拉格一樣是個愛哭鬼。以製作布娃娃為工作，在夜想道的店中販賣。
後來才發現到只要是出生在閃耀之日當天的孩子們，就會殘缺。
後來在等待拉格回家時，因看到閃爍的太陽而被奪去心，在恢復心與意識的同時能夠站起。
內莉、內洛姊弟
配音：生天目仁美、松岡由貴（日本）；龍顯蕙、雷碧文（台灣）；王慧珠、蔡雁紅（香港）
基奇在「基利埃鎮」的弟妹。弟弟內洛身患重疾，但非常崇拜基奇，並鼓勵基奇成為信蜂，可惜最後仍然不治而死。姊姊內莉則因為誤解而非常痛恨基奇，但在拉格的協助下，最終化解對基奇的仇恨，理解基奇的心意。
Dr. 桑達藍多 Jr.
配音：石川英郎（日本）；黃天佑（台灣）；何偉誠（香港）
蜂巢的專業醫生，亦是生物學博士，常研究屍體以及感染病毒，喜歡解剖，和葛修是朋友。
為了研究經常帶回死屍，因而被人稱為「死屍博士」，其研究室亦被人稱作「地獄廚房」。
但是Dr. 桑達藍多 Jr的內心非常善良，會為那些死去的生物親手製作墓碑，也曾帶回察吉餵養的貓們，避免他們染病。
十二年前曾登上調查船，因碰上閃爍導致失去一隻眼睛與當時的記憶，後曾委託拉格尋找無法成為精靈的人。

Dr. 桑達藍多
配音：樫井笙人（日本）；葉偉麟（香港）
漢多、莎拉
配音：千葉進歩／小松由佳（日本）；葉偉麟／石梓晴（香港）
二人曾經是遊雲馬戲團的成員，為了保護莎拉，漢多的雙手被接上了獸手。二人後來前往「甜蜜之水」，並偽裝成「無法成為精靈的人」，編造政府的謊言，組織反政府活動，阻止信蜂到「甜蜜之水」遞送郵件。漢多是一個心地善良的人，對自己的所作所為非常內疚。而莎拉則企圖加入反政府組織「Reverse」，希望謀取更好的生活。在事敗之後，兩人被拉格帶到了尤沙里生活。
安·古拉度
配音：喜多村英梨（日本）；王慧珠（香港）
「甜蜜之水」的原居民。14歲。由於「甜蜜之水」的反政府活動，信蜂停止為「甜蜜之水」遞送郵件，結果安的父親為了送出郵件，被鎧蟲殺死。安決定繼承父親遺志，盡力為「甜蜜之水」的原居民遞送郵件。
葛貝尼夫妻
配音：天田益男、山下亞矢香（日本）；黃志明，王慧珠（香港）
於「尤烏薩利」中央開店的夫婦，在夜想道經營名為「希那絲」武器與麵包店。有一個夭折了的小孩。
希那絲本來是政府公認的心彈槍武器店，但是因為生意不佳而為了生計開始販賣麵包，現在是尤烏薩利有名的麵包店。
因為妮綺溜入麵包店想烤了肉排來吃而相遇，桑朵拉因此興起想將妮綺收為養女的念頭，後發覺她是〝摩訶〞之子且是叮鉤而放棄，不過妮綺叫她桑朵拉媽媽。
送行時與妮綺約好要回來吃她親手烤的麵包。
妮綺的姊姊
配音：小山茉美（日本）；龍顯蕙（台灣）；王慧珠（香港）
妮綺的雙胞胎姊姊，居住於藍調冰河鄉的洞窟深處。
因人為因素被迫與妮綺分開時，由於過度悲傷而急劇成長為成人之姿，在此之前有著和妮綺相同的外表。
不但與妮綺一樣能自在地操縱頭髮，還能把頭髮變成衣服的形狀裹住全身、或是巨大的弓箭等等，或許因為是成人，口齒比妮綺要來得清晰，但也有因情緒激動而變得含糊的一面，和摩訶一同將鎧蟲幼蟲封入冰柱中，並避免其跑到外界。
長久以來與摩訶居住於青色諾慈藍調，後來與跟著拉格一起追隨葛修足跡前來的妮綺重逢。
怨恨人類且想把幫助人類的妮綺也殺死，但因為拉格的關係而與妮綺和好。之後暫時照顧妮綺，教導妮綺如何操控頭髮，使妮綺更加熟練運用技巧。覺得拉格並非人類。
動畫版中應拉路克的要求與摩訶一同前往應戰，漫畫版中因摩訶之死而成為摩訶，與諾瓦爾一起運送信件給拉格，目送著妹妹成為太陽。
因為沒有名字，所以自稱是〝妮綺的姊姊〞，其他人也暱稱她為姊姊。
賽莉卡
配音：植田佳奈（日本）；錢欣郁（台灣）；杜翠翎（香港）
約200年前居住於藍調冰河鄉的女性。丈夫因饑荒而死，又同時懷有身孕的她被村民們選為活祭品趕進青色諾慈藍調，遇見了摩訶，並請求摩訶讓孩子活下來，自己則願做為祭品。以自己的心做為代價，摩訶實現了願望，賜予孩子力量。不久便回村裡生下孩子後死去。而出生的孩子即為妮綺和她的姊姊。

## 用語
信蜂（LETTER BEE）
國家公務郵件速遞員，俗稱「BEE」，工作是在人工太陽的光線照射不到的地方送「信」。
他們擁有打倒鎧蟲的武器「心彈鎗」（注意：日本明治政府郵件速遞員鎗所持歴史有），無論遇上任何危險都會把「信」送達目的地。「信」不僅是明信片和包裹等細小的物件，也包含像拉格一樣的「人」和達溫一樣的「動物」。
領蜂（HEAD BEE）
信蜂最高職位的稱號。據說沒有不能投遞的信件，是葛修和拉格的目標。
現役的領蜂只有一人。負責政府的重要信件，更在首都執行工作。
Dingo（ディンゴ）
為「信蜂」工作術語的一種，意指共同行動的搭檔。
除了狗外，也可以訓練獅子或豹等。如果有錢還可以雇用格鬥家。
鎧蟲（ガイチュウ）
棲息於尤烏薩利和猶達卡等城鎮陰暗處，是有一層強韌堅硬的鎧甲覆蓋著身體的殘暴危險生物。他們被認為沒有意志，但有被人們的心吸引而襲擊人們的習性。在太古時好像尋求著某些東西的意志。打倒鎧蟲的唯一方法就是要在鎧蟲內令「心」產生迴響，但一般武器無法對它造成傷害，因此需要心彈鎗為武器。雖然尤烏薩利的學者發表過－鎧蟲並不存在「心臟」，但拉格卻確實曾聽到了鎧蟲悲鳴的聲音，後來才知道那是葛修的記憶。
鎧蟲的名字是酒精飲料或原料命名。
精靈琥珀
能代替太陽的能源資源，從太古開始沈睡在大地之中。「精靈」是寄宿在樹木內擁有大地靈性力量的蟲，其後與琥珀化為精靈琥珀。「信蜂」以精靈琥珀與其他道具組合為武器使用。
摩訶
與龍相似的生物，金色的鬃毛以及海藍色的瞳孔。雖然生性殘酷，但身姿美麗，在一部分地域被視為神聖的象徵。
看守著精靈庭院。
蜂巢
尤烏薩利中央的郵政館，俗稱「BEE-HIVE」。
鈴
AG的貨幣單位。
閃爍之日（瞬きの日）
12年前的第311日，人工太陽的光消失之日。在這個瞬間，葛修失去母親的記憶。政府表示這是「進行人工太陽的調查及調整之日」，亦是拉格和希爾貝特出生的日子。

### 安帕葛蘭多
安帕葛蘭多（AG）是四面環海、終日黑夜的國家，生活著各式各樣的人種和種族。本島以河川分割，以階級分為「曉」、「尤烏薩利」及「猶達卡」三個區域。
- 曉（拂晓）

AG的首都，被人工太陽照射著。是特級及上流階層的人生活的都市。
- 尤烏薩利（黄昏）

中產階級的人生活的地域。郵政館與「信蜂」的據點。
- 夜想道（Nocturne hood）

尤烏薩利中央的主要幹道，亦是「蜂巢」的所在地。
- 木莓之丘（Raspberry Hill）

位於尤烏薩利西部，拉格在信蜂面試審查時，遞送郵件的目的地，為鎧蟲古廉暮斯的棲息地。
- 祈禱之丘

尤烏薩利裡最能感受到人工太陽的「光」，同時也是葛修和希爾貝特喜愛的地方。附近有鎧蟲雷特。
- 薄荷雪芭冰鎮

尤烏薩利東北方山頂的小村，鎧蟲棲息地區非常廣，鎧蟲茜貝魯棲息在此地的薩爾橋崖下。
- 灰鋼城

動畫原創城鎮，能從近路哈爾多沙漠和遠路修羅峽谷抵達。
- 哈爾多沙漠

動畫原創，極危險的地方，是很多鎧蟲的棲息地，曾經出現鎧蟲阿布山的變種。
- 甜蜜之水

當地的水會使飲用者麻醉，是一個充滿反政府活動的城鎮。附近有鎧蟲山崎，曾受到鎧蟲席魯多攻擊。
- 猶達卡（深夜）

工人和下等階級人們主要生活的地域，亦是鎧蟲棲息的地方，差不多全部地域都是危險地帶。居民的收入都被政府吸乾，也傳聞有人從外海走私而過著富裕的生活。
- 哥薩·貝爾

位於連古司鎮，是拉格與他的母親安奴居住的地方，亦是拉格成為「信」的地方。
- 布爾‧柏普堅山脈

鎧蟲黛貴莉棲息的地方。
- 喬澤白沙漠

空中飛舞著美麗的綿毛般小花，亦是鎧蟲布卡治棲息之處。
- 坎培爾·里度斯

拉格被送到的港口城市，是猶達卡最南端，亦是有外海海盜停泊的違法港。
- 蘭多市

雜技團「Love Someone Down」曾經公演的地方。
- 愛敦煤礦坑鎮

拉格與妮綺相遇的地方，擁有出租馬車與火車站的城鎮。
- 貝哥洛里森林

鎧蟲科亞露西斯棲息的地方。
- 基利埃鎮

別稱絕望之城，連接猶達卡與尤烏薩利之間的「畢夫雷特橋」附近的城鎮。
- 溪谷之城「斯蘭斯奧」

愛麗娜的故鄉，拉路克曾經前往當地的小村莊喬治購買飾品，因為山體崩壞，鎧蟲亞普珊出現在此地。

## 出版書籍

### 漫畫
由淺田弘幸執筆的漫畫於2006年10月號至2007年7月號在集英社的雜誌《月刊少年Jump》上連載，2007年46號於《週刊少年Jump》連載，後來於2007年11月號移至《Jump Square》連載。十八本漫畫單行本於2007年1月4日至2014年8月4日發售。
| 卷數 | 集英社 | 集英社        | 集英社                                        |
| 卷數 | 標題   | 發售日期      | ISBN                                          |
| ---- | ------ | ------------- | --------------------------------------------- |
| 1    |        | 2007年1月4日  | ISBN 978-4-08-874312-7                        |
| 2    |        | 2007年6月4日  | ISBN 978-4-08-874374-5                        |
| 3    |        | 2008年2月4日  | ISBN 978-4-08-874483-4                        |
| 4    |        | 2008年5月2日  | ISBN 978-4-08-874517-6                        |
| 5    |        | 2008年10月3日 | ISBN 978-4-08-874584-8                        |
| 6    |        | 2009年2月4日  | ISBN 978-4-08-874636-4                        |
| 7    |        | 2009年6月4日  | ISBN 978-4-08-874678-4                        |
| 8    |        | 2009年10月2日 | ISBN 978-4-08-874743-9                        |
| 9    |        | 2010年2月4日  | ISBN 978-4-08-870006-9                        |
| 10   |        | 2010年6月4日  | ISBN 978-4-08-870039-7                        |
| 11   |        | 2010年10月4日 | ISBN 978-4-08-870120-2                        |
| 12   |        | 2011年4月21日 | ISBN 978-4-08-870198-1                        |
| 13   |        | 2011年11月4日 | ISBN 978-4-08-870334-3                        |
| 14   |        | 2012年5月2日  | ISBN 978-4-08-870407-4 ISBN 978-4-08-870449-4 |
| 15   |        | 2012年10月4日 | ISBN 978-4-08-870524-8                        |
| 16   |        | 2013年6月4日  | ISBN 978-4-08-870636-8                        |
| 17   |        | 2014年1月4日  | ISBN 978-4-08-870843-0                        |
| 18   |        | 2014年8月4日  | ISBN 978-4-08-880077-6                        |
| 19   |        | 2015年4月8日  | ISBN 978-4-08-880229-9                        |
| 20   |        | 2016年1月4日  | ISBN 978-4-08-880506-1                        |

- 中文版

| 卷數 | 長鴻出版社            | 長鴻出版社     | 長鴻出版社           | 玉皇朝              | 玉皇朝         | 玉皇朝                 |
| 卷數 | 標題                  | 發售日期       | EAN                  | 標題                | 發售日期       | ISBN                   |
| ---- | --------------------- | -------------- | -------------------- | ------------------- | -------------- | ---------------------- |
| 1    | 信件與信蜂            | 2007年12月22日 | EAN 471-0765-21854-6 | 信和信蜂            | 2007年12月28日 | ISBN 978-962-8977-47-5 |
| 2    | 給基奇·培帕的信       | 2008年1月1日   | EAN 471-0765-21874-4 | 給捷基·比柏的信     | 2008年2月26日  | ISBN 978-988-8001-06-4 |
| 3    | 與希爾貝特·史衛特見面 | 2008年10月18日 | EAN 471-2805-82757-2 | 會見絲露貝蒂·史威度 | 2008年7月8日   | ISBN 978-988-8001-95-8 |
| 4    | 謊言之信              | 2008年10月28日 | EAN 471-2805-82794-7 | 說謊的信            | 2008年10月23日 | ISBN 978-988-8002-84-9 |
| 5    | 無法成為精靈的人      | 2009年1月17日  | EAN 471-2805-82969-9 | 無法成為精靈的人    | 2009年4月23日  | ISBN 978-988-8013-08-1 |
| 6    | 荒野幻燈塔            | 2009年9月11日  | EAN 471-1552-445657  | 荒野幻燈塔          | 2009年9月18日  | ISBN 978-988-8035-22-9 |
| 7    | 青色諾茲藍調          | 2010年1月16日  | EAN 471-1552-44898-6 | BLUE NOTES BLUES    | 2010年3月27日  | ISBN 978-988-8047-76-5 |
| 8    | 光芒，將照亮黑暗      | 2010年6月1日   | EAN 471-3469-35249-3 | 光，照亮黑暗        | 2010年9月18日  | ISBN 978-988-8088-17-1 |
| 9    | 凍結信件課            | 2010年11月12日 | EAN 471-3469-35600-2 | 凍結物件課          | 2010年12月30日 | ISBN 978-988-8089-02-4 |
| 10   | 發光的眼              | 2010年11月20日 | EAN 471-3469-35627-9 | 發光的眼睛          | 2011年8月27日  | ISBN 978-988-8127-25-2 |
| 11   | BEE的背袋             | 2011年7月21日  | EAN 471-6814-19226-3 | 信蜂的袋子          | 2011年12月17日 | ISBN 978-988-8127-94-8 |
| 12   | 光之子                | 2011年8月12日  | EAN 471-6814-19227-0 | 光之子              | 2013年2月4日   | ISBN 978-988-8169-27-6 |
| 13   | 陽炎地區              | 2012年3月23日  | EAN 471-6814-19798-5 |                     |                |                        |
| 14   | 來自母親的信          | 2012年8月11日  | EAN 471-5409-85215-5 |                     |                |                        |
| 15   | 給年幼的孩子          | 2013年6月26日  | EAN 471-5409-85865-2 |                     |                |                        |
| 16   | 咆哮山莊              | 2014年3月12日  | EAN 471-5409-86243-7 |                     |                |                        |
| 17   | 中途錄用的琪可        | 2014年4月26日  | EAN 471-5409-86477-6 |                     |                |                        |
| 18   | 前略，給重要的人們    | 2015年2月7日   | EAN 471-5409-86819-4 |                     |                |                        |
| 19   | 首都曉                | 2016年4月12日  | EAN 471-5409-87638-0 |                     |                |                        |
| 20   | Shine                 | 2016年9月13日  | EAN 471-5409-87676-2 |                     |                |                        |

文庫版
| 卷數 | 集英社         | 集英社                 |
| 卷數 | 發售日期       | ISBN                   |
| ---- | -------------- | ---------------------- |
| 1    | 2019年6月18日  | ISBN 978-4-08-619743-4 |
| 2    | 2019年6月18日  | ISBN 978-4-08-619744-1 |
| 3    | 2019年7月18日  | ISBN 978-4-08-619745-8 |
| 4    | 2019年7月18日  | ISBN 978-4-08-619746-5 |
| 5    | 2019年9月18日  | ISBN 978-4-08-619747-2 |
| 6    | 2019年9月18日  | ISBN 978-4-08-619748-9 |
| 7    | 2019年10月18日 | ISBN 978-4-08-619749-6 |
| 8    | 2019年10月18日 | ISBN 978-4-08-619750-2 |
| 9    | 2019年11月18日 | ISBN 978-4-08-619751-9 |
| 10   | 2019年11月18日 | ISBN 978-4-08-619752-6 |

### 其他書籍
| 日文標題   | 集英社         | 集英社                 |
| 日文標題   | 發售日期       | ISBN                   |
| ---------- | -------------- | ---------------------- |
| （小說）   | 2008年12月15日 | ISBN 978-4-08-703198-0 |
|            | 2009年10月2日  | ISBN 978-4-08-874831-3 |
|            | 2011年3月4日   | ISBN 978-4-08-782371-4 |
| （兒童書） | 2012年10月5日  | ISBN 978-4-08-321117-1 |

## 動畫

### OVA
2008年時在（Jump Super Anime Tour）裏放映OVA，標題為『信蜂～光與青的幻想夜話～』，由浜崎達也將動畫版小說化。

#### 制作人員
- 監督：神戶守
- 腳本：大石哲也
- 人物設定：芝美奈子
- 作畫監督：田中比吕人
- 音樂：梁邦彦
- 動畫制作：Studio Pierrot

### 電視動畫
電視動畫第1季於2009年10月3日起在TXN播放。第2季則於2010年10月2日起播出。

#### 製作人員
- 原作 - 淺田弘幸
- 監督 - 岩永彰
- 監修 - 神戶守
- 系列構成 - 大石哲也
- 人物設計 - 芝美奈子
- 道具設計 - 田中比呂人
- 美術監修 - 高橋麻穗
- 色彩設計 - 甲斐けいこ
- 攝影監督 - 松本敦穗（Studio Pierrot）
- 3DCG - 高橋圭祐（studioA-CAT）
- 編輯 - 瀨山武司（瀨山編集室）
- 音響監督 - 清水勝則
- 音樂 - 梁邦彦
- 動畫製作人 - 清水修
- 製作 - 蜂製作委員會：小林教子（東京電視台）、足立聰史（集英社）、押切萬耀（Studio Pierrot）
- 主要製作 - 東京電視台、Studio Pierrot

#### 主題曲
第1季
片頭曲
「はじまりの日」（啟程之日）（第1話－第13話）
作詞、作曲、歌：菅止戈男
「ラブレターのかわりにこの詩を。」（以這首歌代替情書。）（第14話－第25話）
作詞：星羅、中山豪次郎，作曲：中山豪次郎，編曲：野村陽一郎，歌：星羅
片尾曲
「果てなき道」（無盡的路）（第1話－第13話）
作詞、作曲：岡村ゆき，編曲：シライシ紗トリ、村山達彦，歌：HIMEKA
「光の記憶」（光的記憶）（第14話－第25話）
作詞、作曲：キリト（Angelo），編曲：日暮和広，歌：Angelo
第2季
片頭曲
（小小的魔法）（第1話 - 第13話）
作詞、作曲：AIMI，編曲：ステレオポニー & BOND×R MEN SOUL，歌：Stereopony（ソニー・ミュージックレコーズ）
（約定）（第14話 - 第25話）
作詞、作曲、歌：菅止戈男
片尾曲
（勿忘草）（第1話 - 第13話）
作詞、作曲：若G，歌：Piko （キューンレコード）
（Perseus）（第14話 - 第25話）
歌、作詞：山猿，作曲、編曲：HIRO from LGYankees

#### 各話列表
| 話數  | 日文標題 | 中文標題                           | 香港標題                          | 劇本           | 分鏡     | 演出     | 作畫監督                            |
| 第1季 | 第1季    | 第1季                              | 第1季                             | 第1季          | 第1季    | 第1季    | 第1季                               |
| ----- | -------- | ---------------------------------- | --------------------------------- | -------------- | -------- | -------- | ----------------------------------- |
| 1     |          | 信件與信蜂                         | 信件與信蜂                        | 大石哲也       | 岩永彰   | 岩永彰   | 宮田奈保美                          |
| 2     |          | 我的朋友                           | 我的朋友                          | 大石哲也       | 影山楙倫 | 福田皖   | Hne HyeJung                         |
| 3     |          | 愛哭鬼少年、信件少女               | 愛哭鬼少年，信件少女              | 吉岡孝夫       | 影山楙倫 | 福島利規 | 永松久芳 山田裕子                   |
| 4     |          |                                    |                                   | 吉岡孝夫       | 藤本義孝 | 藤本義孝 | Enm IKHyun Seo JinWon               |
| 5     |          | 死路之城                           | 死路之城                          | 赤星政尚       | 伴山人   | 石田暢   | 阿部宗孝                            |
| 6     |          | 給基奇·培帕的信                    | 給基奇培帕的信                    | 赤星政尚       | 島津裕行 | 松本正幸 | Heo HyeJung                         |
| 7     |          | 尤烏薩利中央 夜想道13號 郵政館蜂巢 | 尤烏薩利中央夜想道13號 郵便館蜂巢 | 伊藤美智子     | 福島利規 | 柳屋圭宏 | 後藤圭祐                            |
| 8     |          | 與希爾貝特·史衛特見面              | 與希爾貝特史衛特見面              | 大石哲也       | 小高義規 | 小高義規 | Park ChangHwan Seo jinWon           |
| 9     |          | 愛哭鬼少年的誓言                   | 愛哭鬼少年的誓言                  | 大石哲也       | 影山楙倫 | 奥野耕太 | 岩岡優子                            |
| 10    |          | 光之下                             | 集光之下                          | 赤星政尚       | 福田皖   | 福田皖   | Heo HyeJung Lee SungJin             |
| 11    |          | 謊言之信                           | 謊言之信                          | 村川康敏       | 福田貴之 | 福田貴之 | 阿部達也 永松久芳                   |
| 12    |          | 紅色與綠色的絲帶                   | 紅色與綠色的絲帶                  | 伊藤美智子     | 藤本義孝 | 藤本義孝 | Seo JinWon                          |
| 13    |          | 約定的大地                         | 約定的大地                        | 吉岡孝夫       | 石田暢   | 石田暢   | 阿部宗孝                            |
| 14    |          | 死尸博士                           | 死尸博士                          | 赤星政尚       | 島津裕行 | 松本正幸 | Heo HyeJung Lee SungJin Hue YoonSuk |
| 15    |          | 愛的逃亡記                         | 愛的逃亡記                        | 赤星政尚       | 影山楙倫 | 柳屋圭宏 | 後藤圭祐                            |
| 16    |          | 給音樂家的仰慕信                   | 給音樂家的仰慕信                  | 大石哲也       | 島津裕行 | 山門郁夫 | 山門郁夫                            |
| 17    |          | 信蜂和                             | 信蜂和                            | 吉岡孝夫       | 影山楙倫 | 德本善信 | 山田裕子                            |
| 18    |          | 信鴿                               | 信鴿                              | 村川康敏       | 福田皖   | 福田皖   | 岩岡優子                            |
| 19    |          | 生病的信蜂和少女們                 | 生病的信蜂和少女們                | 伊藤美智子     | 島津祐行 | 福田貴之 | 阿部達也 永松久芳                   |
| 20    |          | 遺失的信                           | 遺失的信                          | 赤星政尚       | 影山楙倫 | 藤本義孝 | Lee SungJin Heo HyeJung             |
| 21    |          | 記憶中的香料                       | 記憶中的香料                      | 大石哲也       | 石田暢   | 石田暢   | 阿部宗孝                            |
| 22    |          | 達成夢想的筆記                     | 達成夢想的筆記                    | 大石哲也       | 小高義規 | 小高義規 | 尾尻進夫 田中正之 山門郁夫          |
| 23    |          | 甜蜜之水                           | 甜蜜之水                          | 伊藤美智子     | 宮崎渚   | 松本正幸 | Chang BumChui                       |
| 24    |          | 三個心的記憶                       | 三個心的記憶                      | 赤星政尚       | 島津裕行 | 柳屋圭宏 | 後藤圭祐                            |
| 25    |          | 無法成為精靈的人                   | 無法成為精靈的人                  | 吉岡孝夫       | 影山楙倫 | 岩永彰   | 山田裕子 Hue HyeJung                |
| 第2季 |          |                                    |                                   |                |          |          |                                     |
| 1     |          | 约定                               | 约定                              | 赤星政尚       | 須間雅人 | 篠見康行 | Hue Hye-Jung                        |
| 2     |          | 内褲與麵包                         | 底褲與麵包                        | 赤星政尚       | 佐藤光敏 | 佐藤光敏 | 本橋秀之                            |
| 3     |          | 紫陽花色的明信片                   | 繡球花色的明信片                  | 吉岡孝夫       | 福田皖   | 福田皖   | Seo Jin-Won Eum Ik-Hyun             |
| 4     |          | 荒野幻燈塔                         | 荒野幻燈塔                        | 村川康敏       | 影山楙倫 | 石田暢   | 佐野英敏                            |
| 5     |          | 逆轉世界                           | 逆轉世界時代                      | 會川昇         | 島津裕行 | 柳屋圭宏 | 後藤圭祐                            |
| 6     |          | 少女娃娃                           | 少女娃娃                          | 伊藤美智子     | 須間雅人 | 土屋浩幸 | 大竹紀子 本橋秀之                   |
| 7     |          | Film noir                          |                                   | まるばつさんし | 松本正幸 | 松本正幸 | 山田裕子                            |
| 8     |          | 藍調冰河鄉                         | 藍調冰河鄉                        | 吉岡孝夫       | 影山楙倫 | 篠見康行 | Hue Hye-Jung                        |
| 9     |          | 孤獨一人的200年                    | 孤獨一人的兩百年                  | 伊藤美智子     | 須間雅人 | 山門郁夫 | 山門郁夫 西澤晋                     |
| 10    |          | 貝莉塔普利修道院                   | 貝莉塔普利修道院                  | 村川康敏       | 佐藤光敏 | 佐藤光敏 | 本橋秀之                            |
| 11    |          | 卡本內來襲                         | 卡本內來襲                        | 會川昇         | 島津裕行 | 福田皖   | Seo Jin-Won                         |
| 12    |          | 光明照亮黑暗                       | 光明，照亮黑暗                    | 會川昇         | 石田暢   | 石田暢   | 佐野英敏                            |
| 13    |          | 緋紅色的旋律                       | 棗紅色的旋律                      | 伊藤美智子     | 須間雅人 | 篠見康行 | Hue Hye-Jung                        |
| 14    |          | 閃爍之日                           | 閃爍之日                          | 吉岡孝夫       | 影山楙倫 | 土屋浩幸 | 本橋秀之                            |
| 15    |          | 歡迎回來                           | 歡迎回來                          | 赤星政尚       | 須間雅人 | 柳屋圭宏 | 後藤圭祐                            |
| 16    |          | 蘿妲、徬徨                         | 蘿妲，徬徨                        | 吉岡孝夫       | 島津裕行 | 松本正幸 | 永松久芳                            |
| 17    |          | 謊言與真實                         | 謊言與真實                        | 會川昇         | 影山楙倫 | 大原實   | 相坂直樹                            |
| 18    |          | 喪失的心彈                         | 喪失的心彈                        | 會川昇         | 影山楙倫 | 福田皖   | Seo Jin-Won Park ChangHwan          |
| 19    |          | 並非惡意、也非憎恨                 | 並非惡意、也非憎恨                | 會川昇         | 島津裕行 | 篠見康行 | Hue Hye-Jung Jung Wi-Hee            |
| 20    |          | 希望的微笑                         | 希望的微笑                        | 吉岡孝夫       | 福島利規 | 小高義規 | 夘野一郎 Eum Ik-Hyun                |
| 21    |          | 羅倫斯的野心                       | 羅倫斯的野心                      | 伊藤美智子     | 須間雅人 | 石田暢   | 佐野英敏                            |
| 22    |          | 歸屬的地方                         | 歸屬的地方                        | 伊藤美智子     | 島津裕行 | 松本正幸 | Eum Ik-Hyun Seo Jin-Won             |
| 23    |          | 在首都                             | 在首都                            | 赤星政尚       | 西澤晉   | 北川正人 | 飯飼一幸 相坂直樹                   |
| 24    |          | 決戰！中央                         | 決戰！中央                        | 赤星政尚       | 福島利規 | 福島利規 | 永松久芳                            |
| 25    |          | 心之光                             | 心之光                            | 赤星政尚       | 須間雅人 | 岩永彰   | 夘野一郎 Hue Hye-Jung               |

#### 播放電視台
| 播放地區       | 播放電視台   | 播放日期                                          | 播放時間（UTC+9）         | 放送系列   | 備註                 |
| 第1季          | 第1季        | 第1季                                             | 第1季                     | 第1季      | 第1季                |
| -------------- | ------------ | ------------------------------------------------- | ------------------------- | ---------- | -------------------- |
| 關東地方       | 東京電視台   | 2009年10月3日－2010年3月27日                      | 星期六 22時55分－23時20分 | 東京電視網 | 制作局               |
| 北海道         | TV北海道     | 2009年10月3日－2010年3月27日                      | 星期六 22時55分－23時20分 | 東京電視網 |                      |
| 愛知縣         | 愛知電視台   | 2009年10月3日－2010年3月27日                      | 星期六 22時55分－23時20分 | 東京電視網 |                      |
| 大阪府         | 大阪電視台   | 2009年10月3日－2010年3月27日                      | 星期六 22時55分－23時20分 | 東京電視網 |                      |
| 岡山縣、香川縣 | 瀨戶內電視台 | 2009年10月3日－2010年3月27日                      | 星期六 22時55分－23時20分 | 東京電視網 |                      |
| 福岡縣         | TVQ九州放送  | 2009年10月3日－2010年3月27日                      | 星期六 22時55分－23時20分 | 東京電視網 |                      |
| 岐阜縣         | 岐阜放送     | 2009年10月3日－2010年3月27日                      | 星期六 22時55分－23時20分 | 獨立UHF局  | ノンスポンサー       |
| 日本全國       | AT-X         | 2009年11月4日－2010年4月21日                      | 星期三 10時00分－10時30分 | 衛星電視   | 有重播               |
| 滋賀縣         | 琵琶湖放送   | 2009年12月9日－2010年6月16日                      | 星期三 19時30分－19時55分 | 独立UHF局  |                      |
| 日本全國       | GyaO!        | 2009年12月24日－2010年1月6日 2010年1月7日－4月1日 | 星期三 更新 星期四 更新   | 網絡電視   | 第1－12話 第13－25話 |
| 日本全國       | Kids Station | 2010年6月26日－9月18日                            | 星期六 20時00分－21時00分 | 衛星電視   | 兩話連續播放 有重播  |
| 第2季：REVERSE |              |                                                   |                           |            |                      |
| 關東地方       | 東京電視台   | 2010年10月2日－2011年3月26日                      | 星期六 23時55分－24時20分 | 東京電視網 | 制作局               |
| 北海道         | TV北海道     | 2010年10月2日－2011年3月26日                      | 星期六 23時55分－24時20分 | 東京電視網 |                      |
| 愛知縣         | 愛知電視台   | 2010年10月2日－2011年3月26日                      | 星期六 23時55分－24時20分 | 東京電視網 |                      |
| 大阪府         | 大阪電視台   | 2010年10月2日－2011年3月26日                      | 星期六 23時55分－24時20分 | 東京電視網 |                      |
| 岡山縣、香川縣 | 瀨戶內電視台 | 2010年10月2日－2011年3月26日                      | 星期六 23時55分－24時20分 | 東京電視網 |                      |
| 福岡縣         | TVQ九州放送  | 2010年10月2日－2011年3月26日                      | 星期六 23時55分－24時20分 | 東京電視網 |                      |
| 日本全國       | GyaO!        | 2010年10月7日－2011年3月31日                      | 星期四 更新               | 網絡電視   |                      |
| 日本全國       | AT-X         | 2010年11月17日－2011年5月4日                      | 星期三 10時30分－11時00分 | 衛星電視   | 有重播               |
| 滋賀縣         | 琵琶湖放送   | 2011年1月26日－8月17日                            | 星期三 19時28分－19時55分 | 獨立UHF局  |                      |
| 日本全國       | Kids Station | 2011年10月6日－2012年1月12日                      | 星期四 20時00分－21時00分 | 衛星電視   | 兩話連續播放 有重播  |

| 播放地區 | 播放電視台   | 播放日期                                                          | 當地播放時間                                                                                               | 放送系列          | 備註                                                                            |
| -------- | ------------ | ----------------------------------------------------------------- | --- | ----------------- | ------------------------------------------------------------------------------- |
| 臺灣     | Animax       | 第1季：2011年7月13日－8月16日 第2季REVERSE：2012年1月30日－3月2日 | 星期一至五 22:30－23:00                                                                                    | 有線電視          | 含中配、重播時段                                                                |
| 香港     | Animax       | 第1季：2011年8月4日－9月7日 REVERSE：2012年1月9日－2月14日        | 第1季：星期一至五 19:00－19:30 REVERSE：星期一至五 22:00－22:30                                            |                   |                                                                                 |
| 香港     | 香港電視網絡 | 2015年1月22日－3月14日（全季） 2月21日、3月10日暫停播映           | 每天 23:30－24:00 1月24日、1月31日、2月7日、2月14日 23:35－24:00 2月20日 23:15－24:00 3月14日 23:25－24:00 | 網路電視 行動電視 | 含粵語配音 第2輯名稱於動畫內讀為「信蜂－逆轉時代」 而節目表則原用「信蜂」為名。 |

#### 映像特典
| 集數     | 日文標題 | 中文標題              | 腳本               | 分鏡     | 演出     | 作畫監督       |          |
| 信蜂學園 | 信蜂學園 | 信蜂學園              | 信蜂學園           | 信蜂學園 | 信蜂學園 | 信蜂學園       | 信蜂學園 |
| -------- | -------- | --------------------- | ------------------ | -------- | -------- | -------------- | -------- |
| 1        |          | 信蜂學園，開學！      | 大石哲也           | 影山楙倫 | 岩永彰   | Lee BooHee     |          |
| 2        |          | 精靈琥珀的秘密        | 大石哲也           | 影山楙倫 | 影山楙倫 | Lee BooHee     |          |
| 3        |          | 打倒鎧蟲的方法        | 吉岡孝夫           | 影山楙倫 | 影山楙倫 | 宮田奈保美     |          |
| 4        |          | 尋找叮鉤！            | 吉岡孝夫           | 影山楙倫 | 影山楙倫 | Heo YunSuk     |          |
| 5        |          | 首都"曉"之謎          | 赤星政尚           | 影山楙倫 | 影山楙倫 | 宮田奈保美     |          |
| 6        |          | 尤烏薩利與猶達卡      | 赤星政尚           | 影山楙倫 | 影山楙倫 | Lee BooHee     |          |
| 7        |          | 必勝！BEE考試對策講座 | 伊藤美智子         | 影山楙倫 | 影山楙倫 | 宮田奈保美     |          |
| 8        |          | 推選班長！            | 大石哲也           | 影山楙倫 | 影山楙倫 | Joung SoonAn   |          |
| 9        |          | 不要嘲笑別人的武器！  | 大石哲也           | 影山楙倫 | 影山楙倫 | 宮田奈保美     |          |
| 10       |          | 今天是什麼日子？      | 赤星政尚           | 藤本義孝 | 藤本義孝 | Moon JuYeon    |          |
| 11       |          | 信蜂的第一次薪水      | 村川泰敏           | 影山楙倫 | 影山楙倫 | 宮田奈保美     |          |
| 12       |          | 當他換上紅衣之後      | 伊藤美智子         | 藤本義孝 | 藤本義孝 | Chang Bum-Chul |          |
| 13       |          | 博士的兒子登場        | 吉岡孝夫           | 影山楙倫 | 影山楙倫 | 宮田奈保美     |          |
| 14       |          | 酒與眼淚與男人與出場  | 赤星政尚           | 藤本義孝 | 藤本義孝 | Heo YunSuk     |          |
| 15       |          | 苦惱的理由            | 赤星政尚           | 影山楙倫 | 影山楙倫 | 宮田奈保美     |          |
| 16       |          | 情書                  | 大石哲也           | 藤本義孝 | 藤本義孝 | Hue HyeJung    |          |
| 17       |          | 叮鉤是朋友！          | 吉岡孝夫           | 影山楙倫 | 影山楙倫 | Chang Bum-Chul |          |
| 18       |          | 臨時的隨堂測驗        | 村川泰敏           | 影山楙倫 | 影山楙倫 | Chang Bum-Chul |          |
| 19       |          | 那一天的保健室        | 伊藤美智子         | 藤本義孝 | 藤本義孝 | 宮田奈保美     |          |
| 20       |          | 信蜂戰隊              | 赤星政尚           | 影山楙倫 | 影山楙倫 | Chang Bum-Chul |          |
| 21       |          | 弟子筆記              | 大石哲也           | 藤本義孝 | 藤本義孝 | Chang Bum-Chul |          |
| 22       |          | 福利社民調            | 大石哲也           | 影山楙倫 | 影山楙倫 | 宮田奈保美     |          |
| 23       |          | 煩惱的少年            | 伊藤美智子         | 藤本義孝 | 藤本義孝 | Chang Bum-Chul |          |
| 24       |          | 這隻鎧蟲是什麼？      | 赤星政尚           | 藤本義孝 | 藤本義孝 | 富田奈保美     |          |
| 25       |          | 畢業                  | 吉岡孝夫           | 影山楙倫 | 影山楙倫 | Hue HyuJung    |          |
| 裏信蜂   |          |                       |                    |          |          |                |          |
| 1        |          | 少女的心動            | ぴえろプラス文藝部 | 影山楙倫 | 藤本義孝 | Eum Ik-Hyun    |          |
| 2        |          | 拉格的初戀            | ぴえろプラス文藝部 | 影山楙倫 | 藤本義孝 | Seo Jin-Won    |          |
| 3        |          | 叮鉤的條件            | ぴえろプラス文藝部 | 影山楙倫 | 藤本義孝 | Seo Jin-Won    |          |
| 4        |          | 基奇．培帕的日常生活  | ぴえろプラス文藝部 | 影山楙倫 | 藤本義孝 | Eum Ik-Hyun    |          |
| 5        |          | 察吉喵喵              | 伊藤美智子         | 藤本義孝 | 藤本義孝 | Eum Ik-Hyun    |          |
| 6        |          | 史衛特家的慘劇        | 伊藤美智子         | 影山楙倫 | 藤本義孝 | Eum Ik-Hyun    |          |
| 7        |          | 館長忙碌的每一天      | 伊藤美智子         | 影山楙倫 | 藤本義孝 | Seo Jin-Won    |          |
| 8        |          | 肉排的主張            | 伊藤美智子         | 藤本義孝 | 藤本義孝 | Chang Bum-Chul |          |
| 9        |          | 妮綺，女性意識        | 影山楙倫           | 影山楙倫 | 藤本義孝 | Seo Jin-Won    |          |
| 10       |          | 可納．庫魯夫的選擇    | 伊藤美智子         | 藤本義孝 | 藤本義孝 | Moon Ju-Yeon   |          |
| 11       |          | 桑達藍多Jr.的憂愁     | 赤星政尚           | 影山楙倫 | 影山楙倫 | Park Sang-Jin  |          |
| 12       |          | 蘿妲強大的祕密        | 伊藤美智子         | 影山楙倫 | 藤本義孝 | Seo Jin-Won    |          |
| 13       |          | 基奇和鐵騎            | 赤星政尚           | 影山楙倫 | 影山楙倫 | Seo Jin-Won    |          |
| 14       |          | 妮綺的評價            | ぴえろプラス文藝部 | 藤本義孝 | 藤本義孝 | Seo Jin-Won    |          |
| 15       |          | 葛修的魅力            | ぴえろプラス文藝部 | 藤本義孝 | 藤本義孝 | Eum Ik-Hyun    |          |
| 16       |          | 蘿妲和諾瓦爾          | 伊藤美智子         | 影山楙倫 | 藤本義孝 | Seo Jin-Won    |          |
| 17       |          | 訓練教官安利亞        | ぴえろプラス文藝部 | 藤本義孝 | 藤本義孝 | Eum Ik-Hyun    |          |
| 18       |          | 心彈的祕密            | ぴえろプラス文藝部 | 藤本義孝 | 藤本義孝 | Seo Jin-Won    |          |
| 19       |          | 察吉長大成人          | ぴえろプラス文藝部 | 藤本義孝 | 藤本義孝 | Eum Ik-Hyun    |          |
| 20       |          | 可納減肥              | ぴえろプラス文藝部 | 藤本義孝 | 藤本義孝 | Seo Jin-Won    |          |
| 21       |          | 羅倫斯的資質          | ぴえろプラス文藝部 | 影山楙倫 | 影山楙倫 | Seo Jin-Won    |          |
| 22       |          | 莫克沙利凡的煩惱      | 伊藤美智子         | 影山楙倫 | 藤本義孝 | Seo Jin-Won    |          |
| 23       |          | BEE與制服             | ぴえろプラス文藝部 | 影山楙倫 | 影山楙倫 | Seo Jin-Won    |          |
| 24       |          | 明日的基奇‧培帕       | ぴえろプラス文藝部 | 藤本義孝 | 藤本義孝 | Eum Ik-Hyun    |          |
| 25       |          | 裏信蜂大獎            | ぴえろプラス文藝部 | 影山楙倫 | 影山楙倫 | Seo Jin-Won    |          |

## 遊戲
遊戲化版的《信蜂》於2010年3月4日發售的Sony PSP遊戲。

## 外部連結
- 信蜂動畫官方網站（页面存档备份，存于）（日語）
- 信蜂漫畫官方網站（日語）
- Jump Square内官方網站
- 集英社官方網站（页面存档备份，存于）（日語）